# استان تاک

نقشهٔ تایلند و جایگاه استان تاک.

استان تاک  یکی از استانهای کشور تایلند است. مساحت آن 16406 کیلومترمربع می‌باشد. جمعیت این استان در سال ۲۰۰۰ بالغ بر ۴۸۶۰۰۰ نفر برآورد شده است .
استان تاک نظر تقسیمات کشوری بخشی از ناحیه غرب تایلند به حساب می آید. مرکز این استان شهر تاک است.